# Мари-Шолкер
Мари-Шолкер (мар. Марий Шолкер) — деревня в Мари-Турекском районе Республики Марий Эл. Входит в городское поселение Мари-Турек .
Население — 121 житель (2011).

## История
Образована выходцами из Сернурского района в 1874 ом году. Пришли в первый год три семьи. Это Волковы из деревни Кугу Мушко. Из других деревень предки Созоновых, Лукояновых, Токпаевых. Всего из семи или девяти деревень.

## Население
| 2002 | 2010 | 2011 |
| ---- | ---- | ---- |
| 142  | ↘110 | ↗121 |